# Some Kind of Tomorrow
Some Kind of Tomorrow ist ein Jazzalbum von Jane Ira Bloom und Mark Helias. Die im Frühjahr, Sommer und Herbst 2020 entstandenen Aufnahmen erschienen am 7. Januar 2021 auf der Plattform Bandcamp.

## Hintergrund
Der Bassist Mark Helias, bekannt für seine Arbeit mit Dewey Redman, Anthony Braxton und Marilyn Crispell, hat im Laufe der Jahre intensiv mit Jane Ira Bloom kooperiert, so bei ihren Alben Wild Lines: Improvising Emily Dickinson und Early Americans.
Als die COVID-19-bedingte Massenquarantäne im Frühjahr 2020 erfolgte, vermissten viele improvisierende Musiker, die sich vor Ort befanden, sofort das gemeinsame Spiel mit ihren Kollegen. Kurz nach dem Lockdown begannen einige New Yorker Musiker gemeinsam auf Zoom zu improvisieren. Die Duosessions von Helias mit der Sopransaxophonistin Jane Ira Bloom fanden via Internet während des Lockdowns infolge der COVID-19-Pandemie in den Vereinigten Staaten statt. Jane Ira Bloom sagt zu den Beweggründen für die gemeinsame Arbeit:
„Der Gedanke an eine Welt ohne eine lebendige, spontane musikalische Verbindung war zu schwer vorstellbar und so kamen wir über das Internet zu diesen Sessions mit einem emotionalen Durst, der schwer zu beschreiben ist. Die Musik wird im Moment auf eine Weise entdeckt, die ich noch nie zuvor aufgenommen habe. Der Sound ist mit allem gefüllt, was wir fühlten und nicht in Worten sagen konnten. Es gibt eine Schwingung zwischen uns, die angesichts der Umstände unheimlich ist und ein tiefes Bedürfnis hat, das zu spielen, was für uns gerade real war. Es ist so real wie es nur geht für zwei Musiker, die gemeinsam Musik machen mussten, um einen Weg zu finden, die Welt zu verbessern.“
Der Jazzkritiker Kevin Whitehead sagte in National Public Radio, ein Begriff, den miteinander arbeitende Musiker heutzutage verwenden, sei die Latenz, also die Zeitverzögerung zwischen beiden Enden einer Live-Internetverbindung. Bei einem Zoom-Anruf kann diese Verzögerung eine Viertelsekunde betragen, die im Gespräch so gut wie nicht erkennbar ist. „Aber wenn Musiker versuchen, schnelle Musik und straffen Rhythmus über das Internet zu spielen, können die Dinge schnell durcheinander geraten. Wenn man die Musik jedoch auf ein Gesprächstempo verlangsame und den Rhythmus flexibler gestalte, was Jazzmusiker sowieso tun, kann dies funktionieren. Bei ihrem Spiel über das Internet brauchten sie eine Weile, um sich an die Bedingungen anzupassen.“ Nach der Aufnahme, als Helias beide Streams vom exakt gleichen Startpunkt aus synchronisierte, waren ihre Beats aufeinander ausgerichtet.

## Titelliste
- Jane Ira Bloom & Mark Helias: Some Kind of Tomorrow

1. Some Kind of Tomorrow 4:17
2. Magic Carpet 7:04
3. Early Rites 4:24
4. Willing 5:50
5. Traveling Deep 3:30
6. Roughing It 9:28
7. Far Satellites 6:07
8. Pros and Cons 5:54
9. Drift 4:56
10. Star Talk 5:18
11. First Canvas 1:02

Alle Kompositionen stammen von Jane Ira Bloom und Mark Helias.

## Rezeption

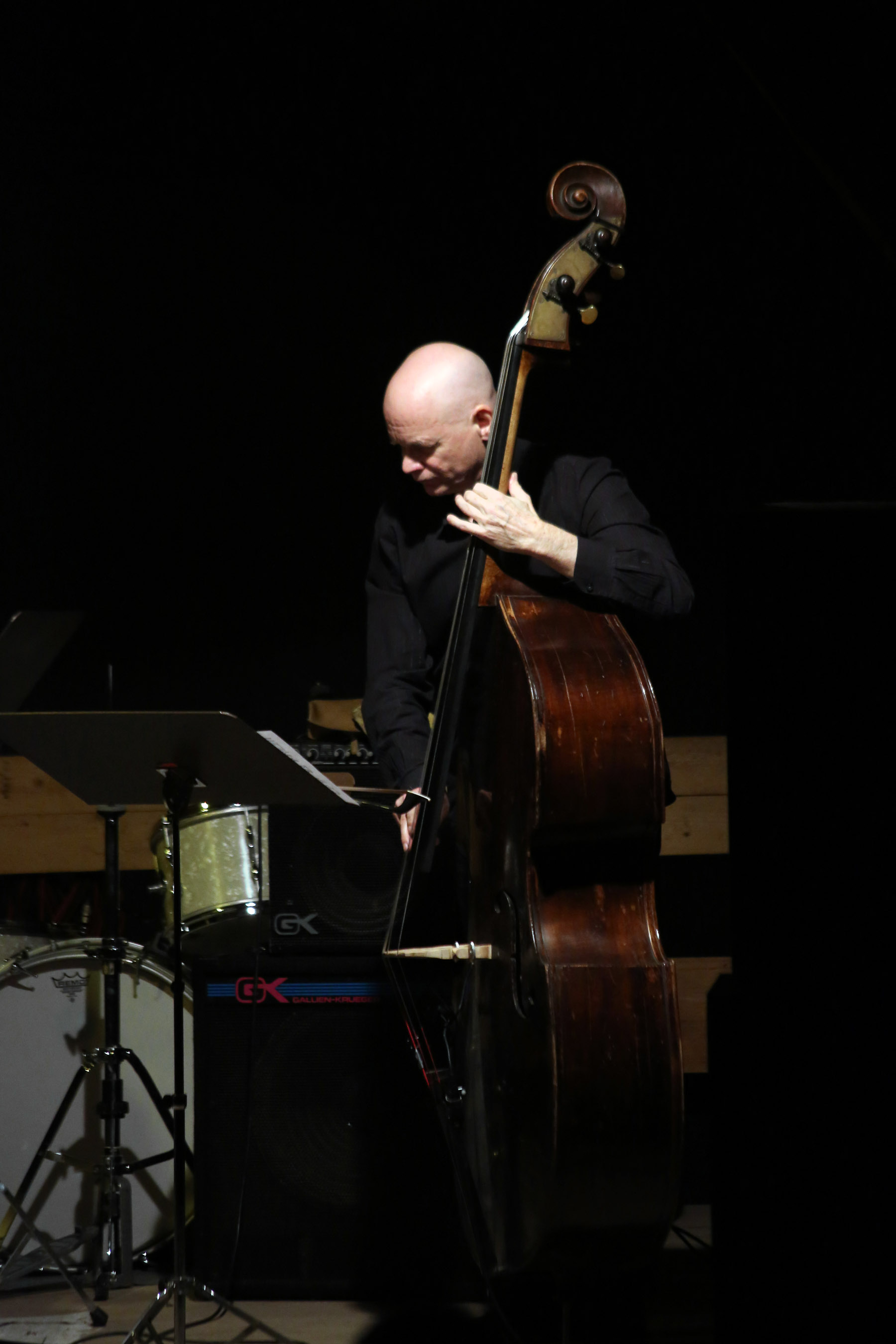
Mark Helias beim Kaleidophon 2013 im Jazzatelier Ulrichsberg.

Dave Sumner schrieb in Bandcamp Daily, in der Pandemie waren die sublimen Solowerke und Duette von Musikern, die sich an die Isolation gewöhnt hatten, ein Silberstreifen an Horizont. Die Session von Jane Ira Bloom und Mark Helias sei dafür beste Beispiel. Obwohl sie dabei nie im selben Raum waren, um diese Musik zu kreieren, gebe es eine Intimität in ihren Interaktionen, die den Anschein erwecke, als wären sie nahe genug gewesen, um sich zu berühren.
Kevin Whitehead meinte in National Public Radio, Jane Ira Bloom und Mark Helias hätten zwar auch zuvor zusammen aufgenommen und ihre Kompositionen in Quartetten gespielt, doch in gewisser Weise beinhaltete dieses sämtlich improvisierte Duo-Projekt ein Lernen, wieder von vorne zu interagieren. Diese Spieler seien gut aufeinander abgestimmt; Jane Ira Bloom sei eine melodische Spielerin mit einem unverwechselbaren, bittersüßen Klang und Vibrato, und Mark Helias bringe die holzige Resonanz des Basses mit einem präzisen perkussiven Ansatz zur Geltung. Er sei flink mit dem Bogen und kenne viele praktische Strategien, um die ständig mutierende Improvisation eines anderen Spielers zu unterstützen, was selbst dann schwierig sein könne, wenn er sich im selben Raum befinde. Diese Strategien umfassen gemächliches Call and Response, eine stetig gehende Basslinie und sich wiederholende oder wiederkehrende Hintergrundfiguren. Sie könnten auch die Rollen vertauschen, wobei dann der gestrichene Bass singe, während das Saxophon ein Rhythmusmuster aufnehme. Außerdem könnten Jane Ira Bloom und Mark Helias immer einen spontanen Blues spielen, so Whitehead. „Letztendlich ist diese Musik weniger bemerkenswert dafür, wie sie gemacht wurde, als dafür, wie sie sich anhört, Kammermusik, die dem Chaos in ihrem und unserem Leben ein wenig Ruhe verleiht. Es ist irgendwie passend, dass das Cyberspace-Album Some Kind of Tomorrow nur als digitale Veröffentlichung existiert, nicht als physisches Objekt.“